# 西炯子
西 炯子（にし けいこ、12月26日 - ）は、日本の漫画家。女性。にし けいこ名義でも活動している。代表作品に『三番町萩原屋の美人』『ちはるさんの娘』『STAY』『娚の一生』などがある。

## 略歴
鹿児島県指宿市出身。鹿児島県立指宿高等学校、都留文科大学国文科卒業。雑誌『JUNE』（マガジン・マガジン(旧：サン出版)）の「竹宮惠子の漫画教室」へたびたび投稿し、高校在学中の1986年11月号に『太陽の下の17歳』が採用掲載されデビュー。その後、教員をしながら作品を発表する多忙な生活を経て、漫画家として独立する。
2006年に「STAY〜ああ今年の夏も何もなかったわ〜」が古田亘監督により、2015年に「娚の一生」が廣木隆一監督により実写映画化される。
2019年春、『お父さん、チビがいなくなりました』が小林聖太郎監督によって実写映画化され、「初恋〜お父さん、チビがいなくなりました」というタイトルで公開される。

## 漫画

### 連載中
- 恋と国会（小学館『ビッグコミックスピリッツ』2018年49号[5] - 〔不定期連載〕）既刊1巻
- （泣）―かっこなき―（小学館『増刊flowers』2020年冬号[6] - ）既刊1巻
- 波の間にまに（小学館『ビッグコミックオリジナル増刊』2024年5月12日号[7] - ）
- さよならごはん（『ビッグコミックオリジナル』2024年16号[8] - ）※シリーズ連載[8]
- あっちゃんち（小学館『月刊flowers』2024年11月号[9] - ）

### 小学館
- 天使にならなきゃ（1988年、プチフラワーコミックス、全1巻）
  - 太陽の下の17歳（『JUNE』1986年11月号） ※「西桂子」名義
  - 天使にならなきゃ（『JUNE』1987年3月号）
  - ついに最後のREQUEST-LAST REQUEST AT LONG LAST-（『JUNE』1987年5月号）
  - 「出口」（『JUNE』1987年12月号-1988年2月号）
  - 待っているよ（『プチフラワー』1988年3月号）
  - その後のランナー（『プチフラワー』1988年5月号）
- 僕は鳥になりたい（1990年、プチフラワーコミックス、全1巻）
  - エスケープ（『プチフラワー』1988年7月号）
  - 家の光（『プチフラワー』1988年12月号）
  - 欲望という名の自転車（『JUNE』1989年5月号）
  - 僕は鳥になりたい（『プチフラワー特別号』1989年12月増刊号）
- 水が氷になるとき（1990年、プチフラワーコミックス、全1巻）
  - プロミス（『プチフラワー』1990年1月号）
  - 犬とあなたと春風と（『プチフラワー』1990年3月号）
  - 君去りてのち（『プチフラワー』1990年5月号）
  - ここへおいで（『JUNE』1990年11月号）
  - 水が氷になるとき（『プチフラワー』1990年11月号）
- 9月 -september-（1991年、プチフラワーコミックス、全1巻）
  - いつかこんな日が（『プチフラワー』1991年1月号）
  - 一人で暮らす理由（『プチフラワー』1991年3月号）
  - 9月-September-（『プチフラワー』1991年5月号）
- もうひとつの海（1992年、プチフラワーコミックス、全1巻）
  - もうひとつの海（『プチフラワー』1992年1月号・3月号）
  - Teenage（『プチフラワー』1992年7月号）
  - Swimmer（『プチフラワー』1992年9月号）
- LoveSong（1993年、プチフラワーコミックス、全1巻）
  - LOVE SONG（『プチフラワー』1993年1月号）
  - 海辺の宝石（『プチフラワー』1993年3月号）
  - 信号ちかちか（『プチフラワー』1993年5月号・7月号）
  - 心の皮（『プチフラワー』1993年11月号）
- ローズメリーホテル空室有り（1995年 - 1998年、プチフラワーコミックス、全4巻）
  - ローズメリーホテル空室有り（『プチフラワー』1994年9月号 - 1997年5月号）
  - 山田家の母（『プチフラワー』1994年5月号・7月号）
  - 自慢の恋人（『プチフラワー』1998年5月号）
- 学生と恥（1998年、小学館キャンバス文庫特別版、上下巻） - 作者の私小説風エッセイ漫画
- 真夜中のMidnight（『プチフラワー』1998年9月号 - 1999年7月号、1999年、プチフラワーコミックス、全1巻）
- 桃色の背中（2001年、プチフラワーコミックス、全1巻）
  - 光る南国の魚（『プチフラワー』2000年3月号）
  - おかあさんといっしょ（『プチフラワー』2000年5月号）
  - おくさまは88歳（『プチフラワー』2000年7月号）
  - A -エー-（『プチフラワー』2000年11月号）
  - あなたなしでは生きていけない（『プチフラワー』2001年1月号）
  - 桃色の背中（『プチフラワー』2001年3月号）
- 薔薇姫（2002年、プチフラワーコミックス、全1巻）
  - 薔薇姫（『プチフラワー4月号増刊別P！』、2001年）
  - 空がこんなに青いとは（『別冊少女コミック2月号特別増刊号花林』、1994年）
  - くも（『プチフラワー』1997年7月号・9月号）
- STAY ああ今年の夏も何もなかったわ（『月刊フラワーズ』2002年8月号 - 2003年1月号、2003年、プチフラワービッグコミックス、全1巻）
- STAYプラス お手々つないで（『月刊フラワーズ』2003年4月号 - 9月号、2003年、プチフラワービッグコミックス、全1巻）
- STAYリバース 双子座の女（『月刊フラワーズ』2003年12月号 - 2004年5月号、2004年、プチフラワービッグコミックス、全1巻）
- STAYラブリー 少年（『月刊フラワーズ』2004年7月号 - 2005年6月号、2005年、プチフラワービッグコミックス、全2巻）
- STAYプリティ First Love（『月刊フラワーズ』2005年8月号 - 2006年1月号、2006年、プチフラワービッグコミックス、全1巻）
- STAYネクスト 夏休み カッパと（2006年、プチフラワービッグコミックス、全1巻）
  - 口笛吹いて（『別冊ウィングスTen Carat』1994年11月号）
  - 四月にはレンゲ畑（『Amie』1998年1月号）
  - STAYシリーズ 夏休み カッパと（『月刊フラワーズ』2006年3月号）
  - STAYシリーズ 愛してる（『月刊フラワーズ』2006年5月号）
- 放課後の国（『月刊フラワーズ』2006年7月号 - 12月号、2007年、フラワーコミックス、全1巻）
- 電波の男（ひと）よ（2007年、フラワーコミックス、全1巻）
  - 波のむこうに（『月刊フラワーズ』2007年3月号）
  - 波のこちらは（『月刊フラワーズ』2007年4月号）
  - 電波の男（ひと）よ（『月刊flowers』2007年6月号）
  - 電波の女（ひと）よ（『月刊flowers』2007年7月号）
  - うそ〜ん!（『月刊フラワーズ』2007年8月号、単行本収録時に「海の満ちる音」へ改題）
  - うそ〜ん?（『月刊フラワーズ』2007年9月号）
- 亀の鳴く声（『月刊フラワーズ』2007年12月号 - 2008年5月号、2008年、フラワーコミックスα、全1巻）
- 娚の一生（2009年 - 2012年、フラワーコミックスα、全4巻）
  - 娚の一生（『月刊フラワーズ』2008年9月号 - 2010年2月号）
  - 娚の一生 スピンオフ（『凛花』2010年10号 - 2012年16号、単行本収録時に通巻に改題）
- ふわふわポリス（『月刊フラワーズ』2010年4月号 - 9月号、2010年、フラワーコミックスα、全1巻）
- 西炯子のこんなん出ましたけど、見る?（2011年、フラワーコミックススペシャル、全1巻）
  - ちるちる!（『別冊ヤングサンデー』2002年14号 - 16号）
  - 墨の香り（『Judy』2006年5月号）
  - 学生の生涯（『凛花』2007年1号・3号 - 2010年9号、4コマ漫画）
  - スパイの手帖 - 泣く男 -（『凛花』2007年2号）
  - 黒猫が…見てる（『月刊フラワーズ』2007年5月号）
  - 辻ウラDIARY（『月刊フラワーズ』2007年7月号別冊ふろく『flowers 占術図鑑 Fortune Book』）
  - 花はどこへ行った（『月刊フラワーズ』2008年6月号）
  - 水元兄弟（『月刊フラワーズ』2005年10月号付録）（2009年、『flowers Garden　幻想の迷宮』、共著、フラワーコミックスα、全1巻）
  - 私の若葉マーク時代（1ページ漫画）
  - ひとりで生きるモン！
- 姉の結婚（『月刊フラワーズ』2010年11月号 - 2014年10月号、2011年 - 2014年、フラワーコミックスα、全8巻）
- のこのこ!（南日本新聞朝刊 毎月第1、第3日曜日掲載 〔2010年4月 - 2015年3月15日〕、2015年、フラワーコミックスαスペシャル、全1巻）
- お父さん、チビがいなくなりました（『増刊フラワーズ』2013年冬号 - 2015年夏号、2015年、フラワーコミックスα、全1巻）
- カツカレーの日（『月刊フラワーズ』2015年1月号 - 12月号、2015年 - 2016年、フラワーコミックスα、全2巻）
- たーたん（小学館『ビッグコミックオリジナル』2015年2号[10] - 2024年7号[11]、全7巻）
- シロがいて（『増刊フラワーズ』2015年冬号 - 2018年春号、2018年、フラワーコミックスα、全1巻）
- 初恋の世界（小学館『月刊フラワーズ』2016年3月号[12] - 2024年6月号[13]、全15巻）
- 君がとなりにいるだけで 〜愛すべき動物たち〜（共著、2018年、フラワーコミックス、全1巻）
  - 明日のニャータ（『ねこだのみ』（月刊ではない方）第1号（2015年5月発売））

### 新書館
- 西炯子短篇集
  - え・れ・が（1994年、Wings comics、全1巻）
    - え・れ・が（『ウィングス』1990年5月号）
    - 眼鏡のない日（『ウィングス』1991年9月号）
    - 渡しの狂（『サウス』1993年Summer）
    - 密林の二人（『サウス』1995年Spring）
    - So Much To Say（『Asuka増刊ミステリーDX』1991年春号）
    - 体の思い出『指』（『KID'S』1991年vol.14）
    - 体の思い出『息』（『KID'S』1991年vol.15）
    - 体の思い出『耳』（『KID'S』1991年vol.16）

  - わたしのことどう思ってる?（1997年、Wings comics、全1巻）
    - わたしのことどう思ってる?（『サウス』1997年2月号、同年4月号）
    - 戦場にかける恥（『サウス』1997年6月号）
    - 虹のできるわけ（『サウス』1997年8月号）

  - さよならジュリエット（1998年、Wings comics、全1巻）
    - さよならジュリエット（『ウィングス』1997年4月号）
    - 君といつまでも（『ウィングス』1997年6月号）
    - あなたがいるなら（『ウィングス』1997年8月号）
    - 彼女からFAX（『ウィングス』1997年10月号、『ミステリーJour Special』2011年第110集に再録）
    - 軽井沢つけもの夫人（『ウィングス』1998年1月号）
- 三番町萩原屋の美人（1993年 - 2002年、Wings comics、全15巻）
  - 三番町萩原屋の美人（『ウィングス』1991年2月号 - 2002年3月号）
  - 西部戦線事情あり（『ウィングス』2002年4月号）
- ひらひらひゅ〜ん（『ウィングス』2006年7月号 - 2010年10月号、2007年 - 2010年、Wings comics、全4巻）

### 徳間書店
- ひとりで生きるモン!（2002年 - 2012年、キャラコミックス、全5巻）
  - ひとりで生きるモン!（『小学館パレット文庫』しおり、1997年11月 - 2004年12月）
  - それでもひとりで生きるモン!（『CharaSelection』2003年7月号 - 2013年5月号）※2013年2月号から最終回まで、単行本未収録。
- 女王様ナナカ（『月刊COMICリュウ』2007年9月号・10月号、2007年、リュウコミックス、全1巻、原作：大槻ケンヂ）

### 白泉社
- 兄さんと僕（『MELODY』2008年8月号 - 2011年4月号、2011年、花とゆめコミックススペシャル、全1巻）
- なかじまなかじま（『MELODY』2011年10月号 - 2014年8月号、2012年 - 2014年、花とゆめコミックススペシャル、全3巻）

### 講談社
- 恋と軍艦（『なかよし』2011年2月号 - 2015年6月号、2011年 - 2015年、KCなかよし、全8巻）
- キスする街角（『なかよし』2017年3月号 - 2018年3月号、2018年、KCなかよし、全1巻）

### 角川書店
- かわいそうなお姫様（1993年、あすかコミックスDX、全1巻）
  - かわいそうなお姫様（『月刊Asuka』1992年8月号）
  - おくらeighteen（『月刊Asuka』1993年1月号・2月号）
  - 森の中（『月刊Asuka』1993年5月号）

### 双葉社
- ちはるさんの娘（双葉社『まんがタウン』2007年3月号‐ 2019年11月号、2010年 - 2020年、アクションコミックス、全4巻）

### 読切
- Cat's愛（『MELODY』2007年8月号、白泉社）
- きみはともだち（『週刊ビッグコミックスピリッツ』2016年35号、小学館）
- お便りお待ちしています（『月刊フラワーズ』2022年7月号[14]、小学館）

## エッセイ
- 西炯子エッセイ集 生きても生きても（2011年、フラワーコミックスルルルnovels、全1巻）
- 西炯子エッセイ集 一生中2じゃダメかしら?（2012年、フラワーコミックスルルルnovels、全1巻）

## 挿絵・イラスト

### 集英社
- パラダイス・ボーイズシリーズ（西田俊也）（集英社コバルト文庫・全3巻）
- 月は無邪気な夜の女王（島田理聡）（集英社コバルト文庫）
- 泥棒なんてこわくない!（島田理聡）（集英社コバルト文庫）
- 雪月の花嫁（樹川さとみ）（集英社コバルト文庫）

### 講談社
- 彼女がいた夏（林瞳）（講談社X文庫ホワイトハート）
- ドクターヘリ物語シリーズ（岩貞るみこ）（講談社青い鳥文庫）※にし けいこ名義
- フライトナース ハナ シリーズ（岩貞るみこ）（講談社青い鳥文庫）※にし けいこ名義
- 都会のトム&ソーヤシリーズ（はやみねかおる）（YA!ENTERTAINMENT・1巻 - 以下続刊、完全ガイド、ゲーム・ブック）※にし けいこ名義

4巻 - 6巻、完全ガイドでは巻末漫画を描いている。
- 坊っちゃん 新装版（夏目漱石）（講談社青い鳥文庫）※にし けいこ名義
- トム・ソーヤーの冒険 新装版（マーク・トウェーン）（講談社青い鳥文庫）※にし けいこ名義
- ハックルベリー・フィンの冒険（マーク・トウェーン）（講談社青い鳥文庫・上下巻）※にし けいこ名義

### 角川書店
- 富士見二丁目交響楽団（秋月こお）（角川ルビー文庫・1巻 - 19巻）
- ダダ&一也シリーズ（尾鮭あさみ）（角川ルビー文庫・1巻 - 6巻）
- タブー（須和雪里）（角川ルビー文庫）
- サミア（須和雪里）（角川ルビー文庫）

### 小学館
- 漆黒の髪は疾風（速水彩）（小学館パレット文庫）
- 未知なる大地に渡る風（速水彩）（小学館パレット文庫）
- 背中あわせのロンリー（内侍原淳）（小学館パレット文庫）
- 封殺鬼シリーズ（霜島ケイ）（小学館キャンバス文庫・全28巻）
- 籠の鳥は夜にささやく（深山くのえ）（小学館パレット文庫）
- 紅蓮のくちづけ 染模様恩愛御書（深山くのえ）（小学館パレット文庫スペシャル）

### その他
- 大航海（新書館）表紙イラスト（1号 - 12号）
- モダン・タイムス（菅野彰）（新書館ウィングス文庫・1巻）
- BOY'Sピアス（マガジン・マガジン）表紙イラスト（1997年3月号 - 2001年12月号、2002年1月号）
- 小説ピアス（マガジン・マガジン）表紙イラスト（vol.1 - 21（休刊））
- 小説JUNE（マガジン・マガジン）表紙イラスト（1998年10月号、2000年4月号）
- 西炯子画集 男の世界（マガジン・マガジン）
- シンデレラさん、お大事に。精神科医が読み解くおとぎ話の真実（杏野丈）（メディアファクトリー）
- GO!GO!チアーズ（工藤純子）（ポプラ社Dreamスマッシュ!・全2巻）※にし けいこ名義
- 怪盗紳士リュパン（モーリス・ルブラン）（東京創元社 期間限定カバーイラスト）
- 【懺・】さよなら絶望先生 番外地 下巻エンドカード（原作：久米田康治、監督：新房昭之、【懺・】さよなら絶望先生制作委員会、2010年）
- 西炯子ドローイングス 金・銀・パール（新書館）

## メディア出演
テレビ
- 探偵!ナイトスクープ（1993年5月21日、ABCテレビ） - 「チチヤスヨーグルトの大看板のふたの部分に製造年月日が記されているか。」という依頼で出演、探偵は桂小枝 。DVD「探偵!ナイトスクープVol.6」に収録。
- 浦沢直樹の漫勉neo（2020年11月19日、NHK Eテレ）- 「漫勉neo 第6回」において、自身の執筆時の取材映像を基に浦沢直樹と対談。
- ネコメンタリー 猫も、杓子も。（2021年12月16日、NHK Eテレ） - 副題は「西炯子と大ちゃん」。4匹の保護猫との暮らしを紹介[15]。書下ろしエッセイの朗読は伊藤沙莉。

ラジオ
- たまむすび（2017年6月15日、TBSラジオ） - 「好きなご当地CMソングを歌おう」という企画に、今夜はカレーというラジオネームで電話出演し、鹿児島にある焼肉店のCMソングを歌った。

## その他
- 「娚の一生」が「このマンガがすごい!2010」（宝島社）オンナ編において第5位を獲得。「THE BEST MANGA 2010 このマンガを読め!」（フリースタイル）でも第6位を受賞した。
- 週刊文春で清水ちなみが連載していた「おじさん改造講座」のOL委員会の会員であることを、2016年1月の週刊文春WOMANのコラムで告白している。
- 2024年4月より「たーたん」がムロツヨシ主演でテレビドラマ化され放送される予定であったが、諸般事情により製作が中止された[16]。